# Benjamín Lacayo Sacasa
Benjamín Lacayo Sacasa (* 27. Juni 1893 in Granada (Nicaragua); † 4. April 1959) war vom 26. Mai bis 15. August 1947 Präsident von Nicaragua.

## Leben
Seine Eltern waren Encarnación Sacasa Cuadra und Daniel Lacayo Bermúdez. Seine Schwester war Angela Sacasa Cuadra, welche mit ihrem Neffen Roberto Sacasa Sarria verheiratet war.
Er studierte Rechtswissenschaften und war als Notar tätig. Benjamín Lacayo Sacasa war Mitglied des Partido Liberal Nacionalista. Somoza ließ das Parlament Leonardo Argüello Barreto für unfähig erklären und Benjamín Lacayo Sacasa zum Präsidenten ernennen. Benjamín Lacayo Sacasa wurde weder von der Regierung der USA noch einer zentralamerikanischen Regierung, noch von der Organisation Amerikanischer Staaten anerkannt. Im Parlament und in der Bevölkerung war er als Muñeca gorda (fette Marionette) von Somoza bekannt. Am 5. Juli 1947 dekretierte Benjamín Lacayo Sacasa auf Weisung von Somoza García, dass die wichtigsten Parteiführer der Partido Socialista Nicaragüense auf Ometepe, Mitglieder einer politischen seltsamen Gruppierung angehören würden, welche nach der Verfassung verboten seien. Am 3. August 1947 wurde eine neue verfassungsgebende Versammlung gewählt. An der Wahl zur verfassungsgebende Versammlung nahmen weniger als zehn Prozent der Bevölkerung teil. Am Tag des Zusammentretens der verfassungsgebenden Versammlung wählte diese Víctor Manuel Román y Reyes, einen Neffen von Anastasio Somoza Reyes, dem Vater von Anastasio Somoza García. Benjamín Lacayo Sacasa war vorher zurückgetreten. Unter Víctor Manuel Román y Reyes wurde Benjamín Lacayo Sacasa Minister für Entwicklungsminister und öffentliche Arbeiten.

## Regierungskabinett
- Regierungsminister: Ulises Irías,
- Außenminister Victor Manuel Román,
- Finanzminister Vicente Zamora B.,
- Bildungsminister A. Alemán S.,
- Minister für Entwicklungsminister und öffentliche Arbeiten J. Andrés Novoa,
- Landwirtschaftsminister Francisco Navarro,
- Kriegs- und Marine und Luftfahrtminister: Anastasio Somoza García,
- Sekretär des Präsidialamtes D. M. Sequeira[4]